# Sonia Anubis
Sonia Núria Carolina Nusselder Fontes de Albornoz, artiestennaam Sonia Anubis en voorheen bekend als Sonia Nusselder (Haarlem, 24 november 1998), is een Nederlands-Spaanse rock-  en metalmuzikante. Nusselder is actief als solo-artiest en zij heeft in meerdere bands gespeeld als gitariste en basgitariste. Anubis is de oprichter van Cobra Spell, een band die muziek maakt in de stijl van jaren '80 heavy metal en hardrock. Nusselder heeft een Spaanse moeder en een Nederlandse vader en is in beide landen opgegroeid.

## Biografie en carrière
Nusselders eerste instrument was de basgitaar en later leerde zij zichzelf ook gitaar spelen. In haar eerste metalbands was zij voornamelijk actief als basgitariste. Toen zij in 2018 echter werd aangenomen bij de Zwitserse metalband Burning Witches vervulde zij de functie van gitariste. Ook werkte ze in deze capaciteit mee aan de albums Hexenhammer en Dance with the Devil. Tijdens 2019 was Nusselder actief bij de oprichting van metalbands Crypta en Cobra Spell. Het jaar daarna stapte Nusselder uit Burning Witches. Nadat ze te horen was op Crypta's debuutalbum Echoes of the Soul uit 2021 liet Anubis ook deze band achter zich. Sindsdien heeft Anubis zich volledig gefocust op Cobra Spell en heeft zij in dit gezelschap twee EP's uitgebracht: Love Venom en Anthems of the Night. Na enkele wisselingen in de line-up werd Cobra Spell, onder leiding van Sonia, een all-female band. Ze tekende in 2022 een platencontract bij Napalm Records, en brachten in 2023 het debuutalbum 666 uit. 
Ook al gebruikte ze al langer de naam Sonia Anubis, toch werd het haar niet toegestaan deze naam te gebruiken bij Burning Witches. Als solo-artiest en in de bands Crypta en Cobra Spell wordt zij echter wel consistent Sonia Anubis genoemd. Nusselder is naast haar werk als muzikant ook ambassadeur van Rotterdams poppodium Baroeg.
- International Standard Name Identifier: 0000 0005 0248 9986
- MusicBrainz: 350589f8-9617-43e8-b53c-d56acacb3024